# Dungeon ni Deai o Motomeru no wa Machigatteiru Darou ka?
Dungeon ni Deai o Motomeru no wa Machigatteiru Darō ka? (ダンジョンに出会いを求めるのは間違っているだろうか, Danjon ni Deai o Motomeru no wa Machigatteiru Darō ka?, "É Errado Tentar Pegar Garotas em uma Masmorra?"), também conhecida pela abreviação DanMachi (ダンまち), e pelo subtítulo Família Myth, é uma série de light novel escrita por Fujino Ōmori com ilustrações de Suzuhito Yasuda. A série é publicada pela SB Creative, com 20 volumes lançados até o momento desde janeiro de 2013, sob o selo GA Bunko.

## Localidade
DanMachi (abreviação de Dungeon ni Deai o Motomeru no wa Machigatteiru Darō ka?) é uma série que se passa no mundo fictício de Orario, uma cidade que abriga uma vasta e perigosa Dungeon (ダンジョン, Danjon), ou "masmorra". A Dungeon é habitada por diversas criaturas mitológicas, como ogros e dragões.
Os habitantes de Orario se organizam em grupos conhecidos como Famílias (ファミリア, Famiria), liderados por divindades que guiam e apoiam seus membros. Cada Família desempenha papéis específicos, especialmente relacionados às atividades na Dungeon, como combate, exploração e coleta de recursos. Os aventureiros entram na Dungeon em busca de enfrentar monstros, obter itens e tesouros, que podem ser trocados por recompensas.
Os aventureiros também podem progredir em suas habilidades e atributos por meio de um sistema de níveis, que permite o aumento de força e a classificação de suas capacidades em uma escala definida.

## Sinopse
A história de DanMachi acompanha a vida de Bell Cranel, um jovem aventureiro de 14 anos, guiado por sua deusa, Héstia. Como o único membro da Família Héstia, Bell enfrenta desafios diários explorando a Dungeon de Orario, esforçando-se para melhorar suas habilidades e sobreviver.
Ele admira profundamente Aiz Wallenstein, uma habilidosa espadachim que salvou sua vida em uma ocasião, por quem Bell acaba desenvolvendo sentimentos românticos. No entanto, Bell não percebe que outras figuras, tanto divinas quanto mortais, também nutrem afeto por ele—dentre elas, a própria Héstia, que demonstra um carinho especial pelo jovem aventureiro.

## Héstia
O anime fez muito sucesso graças à personagem Héstia. Os jornais, emissoras de TV e sites do mundo deram destaque à personagem. Depois de alguns episódios da adaptação em anime, começaram a aparecer diversos fãs da série na internet e muitos deles acabaram gostando do anime não pela história, mas sim por uma personagem que logo já se tornou a waifu preferida dos japoneses e de fãs do mundo todo, nada mais nada menos do que a deusa Héstia. A personagem é dublada no anime por Inori Minase na versão original e por Thaís Feijó na dublagem brasileira, e leva o nome de uma deusa da mitologia grega, que tinha como semelhança em relação à personagem a bondade. Devido ao aumento da popularidade após a exibição do primeiro episódio, Héstia se transformou em uma das musas da animação japonesa do Século XXI.

## Personagens
As personagens da série são divididas em Familiares. Os exploradores são compostos principalmente por aventureiros que entram na masmorra tentando aumentar suas habilidades, encontrar objetos preciosos e descer em planos cada vez mais profundos; os não-exploradores dedicam-se a determinadas disciplinas das quais seus membros são especialistas (metalurgia, agricultura, medicina...) Cada Família é composta por uma divindade e um ou mais membros dos quais, em geral, o mais velho ou o mais habilidoso atua como capitão, que comanda na ausência da divindade e ao entrar na masmorra, onde estão os deuses proibidos de entrar. Na verdade, os deuses, embora mantenham sua imortalidade, são proibidos de usar muitos de seus poderes quando estão entre os mortais e, se fossem pegos usando-os, ou se sofressem danos que matariam um mortal, seriam enviados de volta ao céu sem possibilidade para voltar à terra, que eles chamam de "mundo inferior". Além dos humanos, existem várias raças.

### Familia Héstia
Uma família muito pobre fundada pela deusa Héstia. Inicialmente sua sede é o porão de uma igreja abandonada, mas após derrotar a Família Apollo em um jogo de guerra, ela toma posse de seu palácio.
Bell Cranel (ベル・クラネル, Beru Kuraneru)
Voz de: Yoshitsugu Matsuoka, Pablo Argôllo (Brasil)
Um aventureiro de nível um que inicialmente é o único membro da Família Héstia, da qual se tornará o capitão. Ele luta com um par de adagas, lembra um coelho pelo fato de ter cabelos brancos e olhos vermelhos, e possui uma habilidade única chamada "Aspiração total", o que permite que ele acelere bastante seu crescimento até que ele vacile emocionalmente: seu aumento de atributos é na verdade igual à força de seus sentimentos. Ele não tem inclinação para magia, mas graças a um livro secretamente dado a ele por Freya, ele aprende o feitiço. Seu sonho é ter um encontro casual com uma garota e se tornar um herói como as histórias contadas a ele por seu avô adotivo Zeus, tanto que mais tarde ele obterá outra habilidade heroica chamada "Heroic Desire", que lhe permitirá aumentar drasticamente o poder de seus ataques quando se encontrar em situações críticas. Este nutre uma paixão por Ais Wallenstein no dia quando foi salvo por ela, mas este é muito tímido no que diz respeito a mulheres. Era chamado por Bete Loga de "tomatinho", quando estava banhado por sangue de um dos monstros na dungeon, depois recebeu o título de Little Rokkie (Pequeno Recruta). Após confrontar um monstro musgo, é apelidado de Rabbit Foot (Pé-de-Coelho), como significado de boa sorte.
Héstia (ヘスティア, Hesutia)
Voz de: Inori Minase, Taís Feijó (Brasil)
A deusa que cuida de Bell e que observa seu progresso na masmorra como uma aventureira. Apesar de ter um corpo pequeno, graças aos mamilos grandes é conhecida por todos como "loli peituda" (ロリ巨乳 rori kyonyū?). Como sua Família é muito pobre, ela mora no porão de uma igreja abandonada e trabalha meio período para a guilda, mas depois de derrotar a Família Apolo em um jogo de guerra, ele toma posse de seu palácio. Ela nutre uma paixão por Bell, então mostra ciúme assim que qualquer garota se aproxima dele, até mesmo por Ais e também a chama pelo nome errado, mas ela nunca encontra a coragem de revelar seus verdadeiros sentimentos para ele, e mesmo depois de descobrir que ele não tem certeza se seus sentimentos por ela são românticos ou platônicos, os dois prometem que, seja qual for a escolha dela, quando ele chegar ao fim da vida e reencarnar, ela o encontrará novamente tendo em mente ficarem juntos para sempre.
Liliruca Arde (リリルカ・アーデ, Ririruka Āde)
Voz de: Maaya Uchida, Karin Medeiros (Brasil)
Uma prum da Família Soma que cumpre o papel de suporte, ou seja, acompanha os aventureiros na masmorra para ajudá-los a carregar joias mágicas e outros itens obtidos dos monstros derrotados. Ela tem um corpo pequeno, mas pode carregar uma mochila três vezes maior que seu tamanho. Sua arma de combate é uma pequena besta que carrega no braço direito. Ela usa magia para se passar por um chienthrope (humano com orelhas e cauda de cachorro) e convence Bell a se unir a ela, inesperadamente trazendo muita sorte durante a aliança. Já que ela odeia todos os aventureiros, por serem culpados pela morte de seus pais, ela tenta enganar Bell roubando sua adaga secretamente, mas depois de ser salva por ele, muda de ideia e se torna sua companheira fiel. Mais tarde, corta todas as relações com a Família Soma para se juntar oficialmente à da Héstia. Conforme avança, ela chega ao nível dois. Ela também possui o hábito de arrumar briga com a Héstia. Welf a chama de Lilizuke.
Welf Crozzo (ヴェルフ・クロッゾ, Werufu Kurozzo)
Voz de: Yoshimasa Hosoya, Silvio Gonzalez (Brasil)
Membro da decadente família nobre dos Crozzo. Ele é um ferreiro talentoso de 17 anos, que no entanto parou de forjar itens mágicos porque odeia aqueles que não consideram as armas como parte de si mesmos, mas apenas objetos para aumentar sua força e prestígio. Ele luta usando uma espada larga que ele próprio forjou. Apesar de fazer parte da Família Hefesto, não se dá bem com seus membros, exceto com a própria Hefesto, por quem nutre sua paixão. Depois de Bell comprar uma de suas armaduras, ele se torna seu amigo e parceiro, acompanhando-o até a masmorra como seu armeiro pessoal e, mais tarde, ingressando em sua família. De acordo com Hefesto, o sonho de Welf é ser capaz de forjar uma espada não mágica superior às armas mágicas.
Mikoto Yamato (ヤマト・命, Yamato Mikoto)
Voz de: Chinatsu Akasaki, Gabriela Medeiros (Brasil)
Uma amiga de infância de Haruhime. Inicialmente parte da Família Takemikazuchi, ela se mudou para a Família Héstia depois de ver seus membros frustrarem os planos da Família Apolo para proteger sua deusa. Ela luta usando uma catana e é capaz de usar um poderoso feitiço de área que lhe permite bloquear grandes grupos de inimigos. Adora tomar banhos quentes, realizando um ritual complexo a cada vez antes de mergulhar em uma fonte termal. Esta ainda mantém contato com a Família Takemikazuchi.
Haruhime Sanjōno (サンジョウノ・春姫, Sanjōno Haruhime)
Uma runar, ou seja, uma humana com orelhas de raposa. É treinada como prostituta pela Família Ishtar. Ela é salva por Bell e Mikoto após os subordinados de Ishtar serem aniquilados por Freya e, posteriormente, trabalha como suporte e empregada doméstica para a Família Héstia. Presente apenas na 2a temporada. Também nutre uma paixão por Bell.
Wiene (ウィーネ, Uīne)
Voz de: Rina Hidaka
Uma garota vouivre que aparece nua em uma caverna, no fim da 2 temporada. Ela é encontrada por Bell no início da 3 temporada enrolada num pano. Depois é acolhida por Bell e pela Família de Héstia. Contudo, o povo em Orario não aprova a ideia da família abrigar um monstro. Bell e cia decidem levar Wiene para a dungeon para se juntar aos Xenos, meio humanos ou bestiais. Ela possui uma pedra na testa que, se tirada, a faz perder a razão e não conseguir distinguir aliado de inimigo. Através de um plano de Hermes, ele tenta fazer Bell recuperar sua credibilidade para não ser apontado como aliado dos monstros, mas Bell acaba sendo derrotado por um Minotauro, mandado por Freya.
Marie (マリィ, Marii)
Voz de: Fukuzumi Saya
Uma garota na forma de sereia que apareceu na 4ª temporada e também um dos Xenos. Ela também desenvolve uma afeição por Bell. Com seu sangue pode curar feridas, como curou o braço de Bell depois de ser arrancado pelo Juggernaut. Devido sua mobilidade limitada, Pode ajudar Bell apenas por água ou nas áreas congeladas por causa de sua resistência ao frio.

### Família Loki
Uma das duas Famílias mais poderosas do Orario. Tem muitos membros e seus aventureiros mais fortes pertencem à elite da elite. Sua sede é uma grande mansão chamada Twilight Manor.
Ais Wallenstein (アイズ・ヴァレンシュタイン, Aizu Varenshutain)
Voz de: Saori Ōnishi, Lina Mendes (Brasil)
A favorita da Família Loki, também conhecida como a Princesa da Espada. Suas habilidades de esgrima são incomparáveis, e os monstros que matou somam mais de mil. Ela tem cabelos loiros e olhos dourados e é considerada uma das garotas mais atraentes da cidade; diz ter nocauteado tantos pretendentes quanto os monstros que matou. Seu encontro com Bell ocorre na masmorra, quando ela o resgata de um Minotauro que havia escapado de seu grupo e se refugiou nos andares superiores. É a única a alcançar o nível dois em tempo recorde de um ano, até que Bell a supere e tenha sucesso em um mês e meio. Depois de derrotar sozinha o guarda do 37º andar da masmorra, ela chega ao nível seis. Ela é filha de um humano, Albert Waldstein, e de um espírito do vento chamado Aria, de quem herdou um feitiço de capacitação chamado Ariel (エアリエル, Earieru)  que lhe permite melhorar seu desempenho e usar o vento como escudo. Sendo uma covarde, ela está totalmente alheia a sua própria popularidade e aos sentimentos de Bell. Além disso, em total contraste com sua própria fama, ela não se considera uma pessoa a ser admirada, mas muitas vezes expressa sua confiança sobre como, devido à escuridão que percebe dentro de si, está convencida de que nunca poderá ser a heroína de ninguém, ao contrário de Bell, que apesar dos perigos em que vive na masmorra consegue permanecer pura e sem maus sentimentos. Apesar de tudo, a deusa Freya, capaz de ver a alma das pessoas, afirma que a alma de Ais é dourada, como seu cabelo. Ela quer ficar cada vez mais forte para derrotar o infame Dragão Negro, que no passado destruiu a família Zeus, pois acredita que o gesto trará de volta sua mãe, Aria. Na história solo de Ais, é confundida por Revis como a mãe dela, que a intrigou. Ela também é alvo de ciúmes entre Bell e Héstia, mas esta não se intimida.
Loki (ロキ, Roki)
Voz de: Yurika Kubo
A deusa da travessura, bem como a cabeça de uma das maiores Familiae da cidade. Uma maníaca sexual capaz de flertar sem vergonha. Loki considera Ais sua filha favorita e tem ciúmes de qualquer um que se aproxime demais dela. Como tem seios muito achatados, ela é chamada de "Loki senzatette" (ロキ無乳, Roki munyū). Briga constantemente com Héstia, apesar de quem os conhece vê o quanto as duas são na realidade amigas. Apesar de sua atitude infantil, Loki é muito cuidadosa, calculista e tendenciosa e, portanto, é difícil para ela perder alguma coisa. Também tem ciúmes com qualquer pessoa que se relacione com Ais, mesmo no que se diz por Bell.
Finn Deimne (フィン・ディムナ, Fin Dimuna)
Voz de: Mutsumi Tamura, João Victor Granja (Brasil)
Capitão da família Loki, um aventureiro Pallum de nível seis que, apesar de sua aparência de menino, tem mais de quarenta anos. Ele é apelidado de Braver por sua bravura lendária. Se apaixona por Liliruca e a pede em casamento, mesmo podendo ser rejeitado. Sua aparência delicada e sua reputação como um grande aventureiro o tornam extremamente popular entre as mulheres do Tempo.
Riveria Ljos Alf (リヴェリア・リヨス・アールヴ, Riveria Riyosu Āruvu)
Voz de: Risa Taneda, Ayako Kawasumi ( Sword Oratoria ), Luísa Viotti (Brasil)
A vice-capitã da Família Loki e um membro da família real dos elfos. Como nobre, ela é classificada como Alta Elfa. Ela é uma aventureira de nível seis e a melhor feiticeira do tempo. Seu apelido, Nine Hell, é devido a sua habilidade mágica Chant Connect (詠唱連結, Eishō renketsu, lett. "Connessione del canto")  "Conexão Cantante") com a qual é capaz de usar nove feitiços muito poderosos. Capaz de ler os atributos de aventureiros, nas horas vagas treina os membros mais jovens de sua família e, devido ao papel materno que assume, Loki a chama de brincadeira de "mãe" em particular.
Gareth Landrock (ガレス・ランドロック, Garesu Randorokku)
Voz de: Nomura Kenji, Anderson Formaggini (Brasil)
Um dos três primeiros aventureiros da família Loki. Ele é um aventureiro anão de nível seis, apelidado de Elgarm, e da mesma forma que Riveria tem uma atitude paternal em relação a outros membros da família.
Lefiya Viridis (レフィーヤ・ウィリディス, Lefiya Viridisu)
Voz de: Juri Kimura
Uma jovem feiticeira elfa apelidada de Thousand Elf. Ela é uma aventureira de nível três com a habilidade heróica "Elf Ring" (エルフ・リング, Erufu Ringu, lett. "Anello elfico")  "Anel Élfico"), que permite que a permite qualquer tipo de magia élfica, desde que conheça a fórmula. Tem obsessão por Ais, tanto que se entrega a frequentes fantasias nas quais sonha ser elogiada por ela. Depois de descobrir que Ais treina secretamente Bell, ela pede para receber o mesmo treinamento, entretanto desenvolvendo uma forte rivalidade com este último, ainda que unilateral, já que o garoto a desconhece completamente. Ironicamente, quando os dois se veem tendo que lutar lado a lado, formam um casal notável, sendo capazes de derrotar oponentes muito mais fortes graças ao jogo em equipe. Mais tarde, alcança o nível quatro.
Bete Loga (ベート・ローガ, Bēto Rōga)
Voz de: Nobuhiko Okamoto, Allan Miranda (Brasil)
Um lobisomem (humano com orelhas e cauda de lobo) aventureiro nível cinco apelidado de Vanargand. Ele considera e trata todos os aventureiros de baixo nível como se fossem lixo e está convencido de que apenas ele e Loki são dignos de estar ao lado de Ais, pelo menos até que Bell comece a ganhar uma reputação também. Mais tarde, chega ao nível seis. Após a destruição da Família Ishtar, Ais descobre que a atitude de desprezo de Bete para com aqueles que ele considera fracos esconde a intenção de encorajar outros a melhorar.
Tione Hiryute (ティオネ・ヒリュテ)
Voz de: Minami Takahashi
Uma amazona aventureira de nível cinco apelidada de Jörmungandr. Ela e sua irmã gêmea Tiona pertenciam à Família Kali, que constituía em sua totalidade a raça inteira das Amazonas. Depois de abandonar sua família eles chegaram a Horas onde desafiaram e venceram muitos aventureiros, até serem derrotados por Finn e Gareth e convencidos a se juntarem à Família Loki. Ela está apaixonada por Finn e, embora não seja correspondida, é extremamente ciumenta e agressiva com qualquer mulher que tente se aproximar dele. Ao decorrer, chega ao nível seis. Quando está com raiva, ela usa uma linguagem muito vulgar, que era sua maneira natural de falar antes de se apaixonar.
Tiona Hiryute (ティオナ・ヒリュテ)
Voz de: Rie Murakawa
Uma aventureira de nível cinco apelidado de Amazon, que empunha uma espada larga de lâmina dupla chamada Urga. Ela é a melhor amiga de Ais. Ela e sua irmã gêmea Tione pertenciam à Família Kali, que constituía em sua totalidade a raça inteira das Amazonas. Depois de abandonar sua família eles chegaram a Horas onde desafiaram e venceram muitos aventureiros, até serem derrotados por Finn e Gareth e convencidos a se juntarem à Família Loki. Ela desenvolve uma forte admiração por Bell depois de vê-lo derrotar um Minotauro sozinho e descobrir que ele tem S em todas as habilidades, apelidado de "Argonauta" por se parecer com o herói homônimo de uma história que ela amava quando era pequena. Ao contrário da irmã, tem seios muito pequenos, pelo que desenvolveu um complexo de inferioridade e um carácter mais infantil e alegre, para mulheres que não possuem seios desenvoltos, são chamadas de "tábuas". Mais tarde, chega ao nível seis.

### Familia Freya
Uma das duas Familias mais poderosas de Orario, cuja sede é um palácio chamado Folkvangr.
Freya (フレイヤ, Fureiya)
Voz de: Yōko Hikasa,  Larissa de Lara (Brasil)
A deusa da beleza que deseja Bell por seu grande potencial e que frequentemente o coloca em apuros para fazê-lo crescer mais rápido. Seu interesse pelo jovem aventureiro se aproxima da obsessão, tanto que ataca a família Ishtar ao descobrir que sua deusa também está interessada nele. Além disso, a descoberta de que seus poderes de persuasão não são eficazes em Bell não reduz, mas sim aumenta sua determinação de torná-lo dela. Ela tem a reputação de dormir com quase todos os homens da Time. Ao contrário de muitos deuses, não mora com seus aventureiros, mas na torre de Babel construída acima da masmorra.
Ottar (オッタル, Ottaru)
Voz de: Ryōkan Koyanagi, Wesley Santana (Brasil)
Capitão da família Freya, apelidado de "o Rei" devido ao fato de ser o único aventureiro da cidade a atingir o nível sete. Ele é extremamente leal à sua deusa, segue sem objeção todas as ordens que ela lhe dá e parece ser o único em sua família, aparentemente, a não sentir ciúme de Bell pelo interesse de Freya por ele. No entanto, seu comportamento calmo é substituído por uma fúria incontrolável se alguém ousar insultar sua deusa.

### A Matrona da Fertilidade
La Matrona della Fertilità (豊饒の女主人, Hōjō no Onnashujin) é uma taberna bastante famosa e ponto de refrescamento em Ora, onde os aventureiros vão para descansar e relaxar. A equipe é composta inteiramente por meninas, algumas das quais são ex-aventureiras que conseguem colocar a maioria dos clientes que não são bem comportados na linha.
Mia Grand (ミア・グランド, Mia Gurando)
Voz de: Yuka Keichō
Uma anã que, depois de fazer fortuna na masmorra, decidiu abrir um bar. Conhecida em toda a cidade como uma empregadora honesta, ela contrata apenas funcionárias que ligam para sua mamma (母ちゃん, kaa-chan). Ela trata seus funcionários com respeito, nunca deixa nenhum cliente em sua loja começar uma briga e sempre é pago por credores. Sabendo da paixão de Syr, ela frequentemente dá um favor a Bell, até mesmo dando-lhe alguns conselhos de vez em quando. Mais tarde é revelado que quando ela era uma aventureira, havia alcançado o nível seis e tinha sido a capitã da Família Freya, com quem ainda mantém contato.
Syr Flover (シル・フローヴァ, Shiru Furōva)
Voz de: Shizuka Ishigami, Natália Alves (Brasil)
Uma garçonete de "The Fertility Matron" que tem sentimentos por Bell. Todos os dias prepara o almoço para ele e por gratidão ele a ajuda com a lição de casa no restaurante. Aparentemente, ela parece ser a única das garçonetes que não foi aventureira no passado, mas seus companheiros ainda a respeitam e a apelidam de "bruxa" por suas extraordinárias habilidades estratégicas e de manipulação.
Ryu Lion (リュー・リオン, Ryū Rion)
Voz de: Saori Hayami, Isabelle Ricart (Brasil)
Uma donzela elfa amiga de Syr, que tenta ajudá-la com sua paixão por Bell. Já foi uma aventureira de nível quatro pertencente à Família Astraea, mas depois de perder seus companheiros em uma emboscada, ela os vingou. E por isso foi colocada na lista negra da guilda e contratada por Mia como sua garçonete. Apesar de sua nova ocupação ela ainda é uma guerreira habilidosa, tanto que Lefiya, após ver sua luta, afirma que nunca conheceu ninguém tão habilidoso quanto Ryu na "canção simultânea", ou seja, recitar as fórmulas complexas de feitiços enquanto luta no corpo a corpo. Também costuma a dar uma mão a família Héstia, envolvendo em missões ou situações cômicas. Na 4ª temporada ela foi marcada por perder seus companheiros pela família Jura por serem conhecidos por domar animais na Dungeon, também em particular por dominar o Juggernaut. Devido a isso, ela chegou matar para fazê-los pagar pelos membros da família Astrea, mas na Dungeon, passa um bom tempo com Bell para sobreviver as criaturas e também pelo Juggernaut. Apesar de seu tempo com Bell, também desenvolve sentimentos românticos por Bell, embora esta não queira aceitar.
Anya Fromel (アーニャ・フローメル, Ānya Furōmeru)
Voz de: Nishi Asuka, Regina Maria Maia (Brasil)
Uma garçonete da Hospedaria da Fertilidade. Ela costuma ser desajeitada e age como uma avoada. Também é uma aventureira de nível 4.
Chloe Rollo (クロエ・ロロ, Kuroe Roro)
Voz de: Aya Suzaki
Uma garçonete da Hospedaria da Fertilidade. Uma menina gato que era originalmente uma assassina conhecida como a "Gata Negra".
Lunoire Faust (ルノア・ファウスト, Runoa Fausuto)
Voz de: Yuna Yoshino
Uma garçonete da Hospedaria da Fertilidade. Ela era originalmente uma caçadora de recompensas conhecida pelo apelido de "Punhos Negros".

### Família Hephaestus
Uma família muito famosa e rica que produz armas e armaduras que, como a deusa que representa, é composta principalmente por ferreiros. Seus membros são frequentemente contratados como unidades de apoio em grandes expedições aos andares mais profundos da masmorra, e cada um deles recebe uma oficina particular, na qual pode praticar sua profissão sozinho, sem mostrar suas técnicas a outras pessoas.
Efesto (ヘファイストス, Hefaisutosu)
Voz de: Yuka Terasaki, Rebeca Joia (Brasil)
A deusa da forja, chefe do maior grupo de fabricantes de armas e armaduras da cidade. É amiga de Hestia e, apesar de conhecer a sua situação financeira, forja-lhe uma arma especial para Bell, adiando o pagamento para mais tarde. Ele usa um tapa-olho no olho direito com cicatrizes e depois de saber que Welf não se importa, ela se apaixona por ele.
Tsubaki Collbrande (椿・コルブランド, Tsubaki Koruburando)
Voz de: Hitomi Nabatame
A capitã da Família Hefesto e mestra na arte da forja. É uma meio-anã apelidada de Cyclops (単眼の巨師, Kyukuropusu)  já que, como sua deusa, ela usa um olho enfaixado (no caso dela, o esquerdo). Ela é sempre muito amigável com qualquer pessoa que encontra e tem um contrato com Gareth Landrock, pelo qual somente ela poderá forjar armas e armaduras para ele. É considerada a melhor Ferreira de Orario, mas em particular admite que Welf Crozzo é superior a ela, apesar do fato de ela também o considerar um desperdício de talento por sua recusa em forjar armas mágicas. Além de ser uma Ferreira mestre, ela é uma guerreira habilidosa, tendo o hábito de testar pessoalmente a qualidade de suas criações na masmorra.

### Outros personagens
Eina Tulle (エイナ・チュール, Eina Chūru)
Voz de: Haruka Tomatsu, Carina Eiras (Brasil)
Uma meia elfa da guilda que foi designada para Bell como conselheira para explorar o labirinto. Ela se preocupa com Bell como uma irmã mais velha e sempre fica feliz em vê-lo retornar são e salvo da masmorra. É filha de um homem e uma elfa assim como parente distante e melhor amiga de Riveria Ljos Alf. Isso não torna Eina nobre, mas ela permanece remotamente aparentada com a família real dos elfos.
Ganesha (ガネーシャ, Ganēsha)
Voz de: Hiroshi Tsuchida, Anderson Formaggini (Brasil)
O deus das multidões. Ele é o líder não oficial da cidade, bem como aquele que trabalha mais estreitamente com a guilda. Organiza a maioria dos festivais da cidade, como o "Monsterphilia", e fornece as criaturas necessárias para a diversão do público.
Miach (ミアハ, Miaha)
Voz de: Makoto Furukawa, Felipe Mariano (Brasil)
Um deus cuja Família é conhecida pelas poções de cura e outros remédios de ervas que muitos aventureiros usam todos os dias. Ela já foi considerada uma família de nível médio, até que, devido a um acidente, o Capitão Naza sofreu um acidente no qual ela perdeu o braço, pelo qual Miach concordou em endividar fortemente a família com a família Dian Cetch para construí-la uma prótese, mas infelizmente o gesto não agradou aos demais membros da família, que foram embora. Felizmente para ele, Cassandra e Daphne, antes parte da família Apollo, juntaram-se recentemente à família Miach e aumentaram muito seus ganhos.
Naza Ersuisu (ナァーザ・エリスイス, Nāza Erisuisu)
Capitão da Família Miach, especializado em poções. Seu braço esquerdo, após um acidente, foi substituído por uma prótese de prata totalmente funcional. Cuida da loja quando o dono está fora e gosta de provocar Bell quando ele vai comprar alguma coisa.
Apollo (アポロン, Aporon)
Um deus bissexual e coquete que tem vários amantes do sexo masculino e feminino. No céu, ele tentou várias vezes seduzir Héstia, mas sem sucesso. Ao saber do talento de Bell, ele desenvolve um interesse por ele e mais tarde se alia a Família Soma para derrotar Héstia em um jogo de guerra. Derrotado, sua família é dissolvida e seus bens passam para a posse de Héstia, que também o baniu de Orario.
Ermes (ヘルメス, Herumesu)
Voz de: Sōma Saitō, Rafael Schubert (Brasil)
O mensageiro dos deuses. Ele é amigo do avô de Bell, Zeus, que lhe pediu para cuidar de seu neto enquanto ele se aventurava na masmorra. A forma como cuida de Bell, porém, ainda é pouco ortodoxa: semelhantemente à Freya, Hermes garante que Bell acabe em perigo para fazê-lo amadurecer e aprender. Além disso, Hermes está convencido de que muito em breve ocorrerá uma grande luta na qual Bell terá um papel fundamental, então ele secretamente se alia à Família de Loki e Dionísio. Sua Família, assim como seu deus notoriamente mentiroso e manipulador, é formada por aventureiros que buscam acima de tudo o lucro, dispostos a mentir sobre seu nível e suas habilidades para reduzir a mensalidade que deve ser paga à guilda, que fecha um cuidado com o fato de que eles são os melhores traficantes do mercado negro .
Asfi Al Andrômeda (アスフィ・アル・アンドロメダ, Asufi Aru Andoromeda)
Voz de: Ai Kayano, Mariana Torres (Brasil)
Asfi é a segunda em comando de Hermes e geralmente fica angustiada com suas travessuras.
Demetra (デメテル, Demeteru)
Voz de: Harumi Sakurai, Marcela Duarte (Brasil)
Uma deusa amiga de Héstia. É muito fofoqueira e intrometida, tanto que ao descobrir a paixão de sua amiga por Bell, ela se apressa em ir conhecê-lo. Sua família é a primeira produtora de produtos agrícolas.
Zeus (ゼウス, Zeusu)
Voz de: Atsushi Ono
O avô adotivo de Bell, bem como o ex-chefe da Família Zeus, que se destacou em Orario até que seus membros foram mortos em um misterioso acidente quinze anos atrás. Sempre foi tido em alta consideração por outros deuses. Desde pequeno, seu neto sempre contou histórias sobre aventureiros e heróis. Ao atingir os quatorze anos de idade de Bell, ele finge sua própria morte para que o menino, sem saber da verdadeira identidade de seu avô, vá para Orario para se tornar um aventureiro. Para proteger seu sobrinho, ele secretamente pede a Hermes para cuidar dele.

## Mídia

### Light novel
Fujino Ōmori escreveu a história sob o título Familia Myth como sua entrada para o 4º Prêmio GA Bunko, onde ganhou o Grande Prêmio e recebeu uma oferta para publicação. O primeiro volume da Light Novel foi publicado em 15 de janeiro de 2013, pela SB Creative sob sua marca GA Bunko. Até 15 de dezembro de 2024, vinte volumes foram publicados. A série estimou vendas de mais de 9 milhões de exemplares em janeiro de 2018. A Light Novel foi classificada em 4º Lugar em 2014 no ranking Kono Light Novel ga Sugoi! da Takarajimasha.
| N.º | Data de lançamento japonês | ISBN japonês      |
| --- | -------------------------- | ----------------- |
| 01  | 15 de janeiro de 2013      | 978-4-7973-7280-9 |
| 02  | 15 de fevereiro de 2013    | 978-4-7973-7307-3 |
| 03  | 15 de maio de 2013         | 978-4-7973-7362-2 |
| 04  | 14 de dezembro de 2013     | 978-4-7973-7514-5 |
| 05  | 15 de maio de 2014         | 978-4-7973-7714-9 |
| 06  | 14 de novembro de 2014     | 978-4-7973-8058-3 |
| 07  | 14 de abril de 2015        | 978-4-7973-8311-9 |
| 08  | 13 de junho de 2015        | 978-4-7973-8314-0 |
| 09  | 14 de setembro de 2015     | 978-4-7973-8500-7 |
| 10  | 14 de maio de 2016         | 978-4-7973-8677-6 |
| 11  | 14 de outubro de 2016      | 978-4-7973-8812-1 |
| 12  | 24 de maio de 2017         | 978-4-7973-9280-7 |
| 13  | 15 de fevereiro de 2018    | 978-4-7973-9356-9 |
| 14  | 15 de dezembro de 2018     | 978-4-7973-9620-1 |
| 15  | 15 de junho de 2019        | 978-4-7973-9622-5 |
| 16  | 14 de outubro de 2020      | 978-4-8156-0756-2 |
| 17  | 22 de abril de 2021        | 978-4-8156-0981-8 |
| 18  | 24 de janeiro de 2023      | 978-4-8156-1371-6 |
| 19  | 15 de setembro de 2023     | 978-4-8156-1970-1 |
| 20  | 15 de dezembro de 2024     | 978-4-8156-2869-7 |
| 21  | 11 de outubro de 2025      | 978-4-8156-3294-6 |

#### Spin-off
Uma série de light novels derivados, intitulada DanMachi: Sword Oratoria (ダンジョンに出会いを求めるのは間違っているだろうか外伝 ソード・オラトリア, Danjon ni deai o motomeru no wa machigatte iru darō ka gaiden: Sōdo Oratoria) e escrito por Fujino Ōmori com ilustrações de Kiyotaka Haimura, começou com a publicação do primeiro volume, também publicado pela SB Creative sob o rótulo GA Bunko, em 15 de janeiro de 2014. A história segue as aventuras de Ais Wallenstein, repropondo alguns acontecimentos da trama principal do seu ponto de vista. Na América do Norte, os direitos desta série também foram adquiridos pela Yen Press.
Outro spin-off da série de light novel, intitulado DanMachi: Familia Chronicle (ダンジョンに出会いを求めるのは間違っているだろうか ファミリアクロニクル, Danjon ni deai o motomeru no wa machigatte iru darō ka: Famiria Kuronikuru) いを求めるのは間違っているだろうかファミリアクロニクル e escrito por Fujino Ōmori e ilustrado por Nilitsu, iniciou a publicação do primeiro volume, publicado novamente pela SB Creative sob o rótulo GA Bunko, em 15 de março de 2017. A história apresenta vários personagens já vistos em DanMachi e Sword Oratoria e os eventos são contados do ponto de vista deles. Na América do Norte, os direitos desta série também foram adquiridos pela Yen Press.

### Mangá

#### DanMachi
Uma adaptação em mangá ilustrada por Kunieda, iniciou sua serialização na revista Young Gangan da Square Enix em 2 de agosto de 2013. 10 volumes de tankōbon foram publicados entre 13 de dezembro de 2013 e 25 de julho de 2018.

#### DanMachi II
Continuação da primeira adaptação em mangá, Ilustrada por Yamachi Taisei, começou sua serialização na revista Young Gangan da Square Enix em 6 de setembro de 2019. Seis volumes tankōbon foram publicados desde então.

### Anime

Bell Cranel e Hestia no anime

Uma adaptação para anime, produzida por J.C.Staff e dirigida por Yoshiki Yamakawa, que foi ao ar de 3 de abril a 26 de junho de 2015. Os temas de abertura e encerramento são respectivamente Hey World de Yuka Iguchi e Right Light Rise de Kanon Wakeshima.
A primeira temporada foi lançada no Brasil por meio dos serviços de streaming Crunchyroll, HiDive e em 2020 na Netflix. A versão lançada na Netflix, diferente das duas anteriores, contava com Dublagem em português, realizada no Estúdio All Dubbing do Rio de Janeiro.
Anunciado em 6 de março de 2016 para comemorar o 10º aniversário de GA Bunko, uma adaptação de anime de doze episódios de DanMachi: Sword Oratoria, dirigido por Yōhei Suzuki e também produzido por JCStaff, que foi ao ar entre 14 de abril e 30 de junho. 2017 Os temas de abertura e encerramento são respectivamente Re-Illusion de Iguchi e Day by Day de Kanon.
Foi anunciado durante o evento "2018 Happyō Stage Stage" da GA Bunko, que a franquia ganharia uma segunda temporada e um filme que estreariam em 2019.
O filme, intitulado "Dungeon ni Deai o Motomeru no wa Machigatte Iru Darouka: Orion no Ya", estreou nos cinemas japoneses em 15 de fevereiro de 2019. Dirigido por Sakurabi Katsushi e com roteiros originais feitos pelo autor Fujino Omori, o filme foi lançado no Brasil em Julho do mesmo ano por meio da Netflix, com legendas em português.
A segunda temporada, intitulada "Dungeon ni Deai o Motomeru no wa Machigatte Iru Darouka: Familia Myth II", foi ao ar no Japão entre 13 de Julho de 2019 e 28 de Setembro de 2019. Tendo tido alterações na staff do anime, o diretor foi alterado de Yoshiki Yamakawa para Tachibana Hideki, com o restante da staff continuando a mesma.
Logo após o fim da segunda temporada, uma terceira temporada com o nome: "Dungeon ni Deai o Motomeru no wa Machigatte Iru Darouka: Familia Myth III" foi anunciada para estreia no verão japonês de 2020, porém por conta da pandemia da COVID-19, a terceira temporada foi adiada para a temporada de Outono japonês indo ao ar entre 3 de Outubro de 2020 e 19 de Dezembro de 2020.
Após a aquisição da Crunchyroll pela Sony Pictures Television, controladora da Funimation em 2021, a primeira temporada de Danmachi e outros vários títulos da Distribuidora Sentai Filmworks, foram removidos da Crunchyroll em 31 de março de 2022.
Em janeiro de 2021, foi anunciada uma quarta temporada da adaptação para anime com o titulo: "Dungeon ni Deai o Motomeru no wa Machigatte Iru Darouka IV Shinshō Meikyū-hen", que foi ao ar entre 21 de julho de 2022 e 29 de setembro de 2022.
Ao término da quarta temporada, foi anunciado que o anime teria uma continuação, que foi ao ar entre 5 de janeiro de 2023 e 16 de março de 2023, durante o inverno japonês e foi intitulada como: Dungeon ni Deai o Motomeru no wa Machigatte Iru Darouka IV Shinshō Yakusai-hen, essa sendo transmitida exclusivamente no serviço de streaming HiDIVE apenas em países selecionados.
Durante o evento de 10 anos da obra original, foi anunciada uma quinta temporada, intitulada como: "Dungeon ni Deai o Motomeru no wa Machigatteiru Darō ka V", ainda sem data definida de estreia.

#### Episódios

##### 1ª Temporada (2015)
- 01 - Aventureiro
- 02 - Festival do Monstro
- 03 - A Lâmina de Um Deus
- 04 - A Fraca
- 05 - Livro de Feitiço
- 06 - A Razão
- 07 - A Princesa da Espada

- 08 - Para Ser Um Herói
- 09 - Ferreiro
- 10 - Procissão dos Monstros
- 11 - O Labirinto da Utopia
- 12 - Intenções Maliciosas
- 13 - A História de Uma Família
- OVA - É errado pedir uma fonte termal na masmorra?

##### 2° Temporada (2019)
- 01 - Banquete dos deuses
- 02 - Deus do sol
- 03 - Reunião
- 04 - Jogo de guerra
- 05 - A mansão da lareira
- 06 - Cidade da luxúria
- 07 - Pessoa raposa
- 08 - Pedra da morte
- 09 - Prostitutas de guerra
- 10 - Desejo de ser herói
- 11 - O avanço das tropas
- 12 - Deusa e filho
- OVA - É errado procurar ervas medicinais numa ilha deserta?

##### Sword Oratória Aiz Gaiden
- 01 - A princesa da espada e a fada
- 02 - Experimentando o vestido e comprando
- 03 - O festival e a coragem
- 04 - O assassinato e a joia
- 05 - A ruiva e o rei solitário
- 06 - Eliminação e fuga
- 07 - O pedido e a separação
- 08 - A impureza e a menina
- 09 - Treino e ciúme
- 10 - O menino é o herói
- 11 - Aventurando-se ao desconhecido
- 12 - Os deuses e a família (Sword Oratoria)

##### 3° Temporada (2020)
- 01 - Wiene (Filha do Dragão)
- 02 - Monstro (Uma Asa)
- 03 - Xenos (Dissidentes)
- 04 - Aspiração (Sonho Distante)
- 05 - Família Ikelos (Rei da Atrocidade)
- 06 - Knossos (Labirinto Artificial)
- 07 - Dix Perdix (Sonho das Bestas)
- 08 - Bell Cranel (Idiota)
- 09 - Estigma (Queda)
- 10 - Invisível (Avanço Forçado)
- 11 - Ultra Alma (Batalha Decisiva)
- 12 - Argonauta (Retorno do Herói)
- OVA - É errado tentar encontrar uma fonte termal em Orario? - Eterno Banho Divino -

##### 4° Temporada (2022) parte I
- 01 - Reprodução (Relembrar)
- 02 - Prelúdio (Noite antes da partida)
- 03 - As Grandes Cataratas
- 04 - Parasita (Viscum White)
- 05 - Sereia (A Garota da Cidade Aquática)
- 06 - Argo Vesta (Corte Heroico da Chama Sagrada)
- 07 - Pé de Coelho
- 08 - Cassandra Ilion (Vidente dos Sonhos)
- 09 - Mirabilis (Caos)
- 10 - Lambton (Ill Omen)
- 11 - Juggernaut (Destruidor)
- 12 - Infinito (Brutal)

##### 4° Temporada (2023) parte II
- 01 - Amphisbaena (A Canção do Desespero)
- 02 - Morgue (Vítima)
- 03 - Daphne Lauros (Amiga)
- 04 - Ignis (Chama)
- 05 - Welf Crozzo (Shikou)
- 06 - Palácio Branco (Labirinto Branco)
- 07 - Desespero (Tempo de Vida ou Morte da Masmorra)
- 08 - Coliseu (Arena de Combate)
- 09 - Família Astrea (Morte Heroica)
- 10 - Daydream (Uma Doce Mentira)
- 11 - Luvia (Flor Estrelada)